# نئو-کلاسیکال متال
نئو-کلاسیکال متال (به انگلیسی: Neo-classical metal) یکی از زیرشاخه‌های موسیقی هوی متال است که در آن موسیقی کلاسیک به‌طور چشمگیری متجلی است. در این سبک شاهد اجرای قطعات بسیار سخت تکنیکی هستیم که مرکب از عناصر اقتباسی از موسیقی کلاسیک و هوی متال است. به جرئت می‌توان گفت اینگوی مالمستین برجسته‌ترین موسیقی‌دانی است که در رشد و توسعه این سبک در دههٔ ۸۰ فعالیت نموده‌است.

## مشخصات

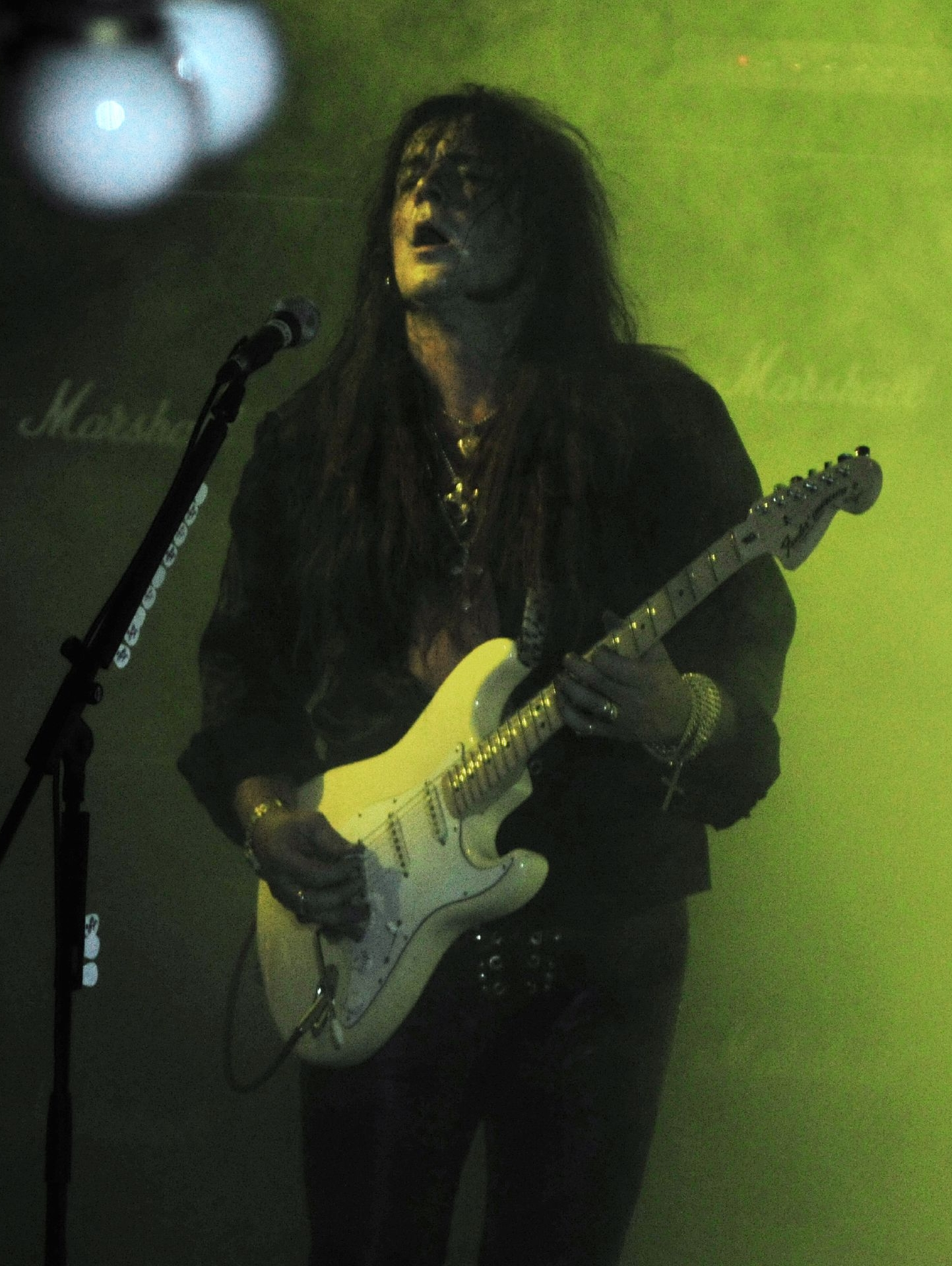
اینگوی یوهان مالمستین خالق و پادشاه سبک نئو-کلاسیکال متال

نام نئو-کلاسیکال متال از مفهوم عظیم و گسترده موسیقی کلاسیک گرفته شده‌است. در این زمینه می‌توان گفت که این مفهموم خاص، نئو-کلاسیکال متال، چگونگی استفاده کردن نئوکلاسیسم از موسیقی کلاسیک سنتی را نشان می‌دهد. موسیقی نئوکلاسیک را معمولاً مربوط به جنبش مدرنیسمی می‌دانند که در آن آهنگسازان تحت تأثیر دوران کلاسیک قرار دارند. به‌طور کلی این دوره از سال‌های میان ۱۷۵۰ تا ۱۸۱۰ میلادی سرچشمه می‌گیرد، دورانی که در آن بهترین آهنگسازان همچون بتهوون، موتزارت و هایدن ظهور کردند. به‌طور حتم دورهٔ کلاسیک زمانی بود که موسیقی قانون‌مند و ساختاریافته پدید آمد مانند سونات، سمفونی و موسیقی چهاربخشی که در همین دوره تکامل یافتند. مکتب نئوکلاسیسم در عرصه موسیقی تقریباً یک قرن پس از دوره کلاسیک به وجود آمد و در خلال جنگ‌های جهانی اول و دوم به اوج شکوفایی رسید. مکتب نئوکلاسیم در عرصه موسیقی در واقع یک واکنش بود، واکنشی به مکتب رومانتیسم در اواخر قرن ۱۹ و اوایل قرن ۲۰ میلادی. در مکتب رومانتیسم که در آن نام آهنگسازانی چون ریچارد واگنر و گوستاو مالر به چشم می‌خورد، سعی شده بود تا بر روی دو مقوله موسیقی گفتاری و فرم موسیقی کار شود تا بتوان با کمک آن‌ها در هنگام ساختن آثار بزرگ، محدودیت‌های قانون تونالیته را نادیده گرفت. ایگور استراوینسکی و پائول هایندمیث دو آهنگساز در سبک نئوکلاسیک بودند که توانستند عناصری از موسیقی کلاسیک مانند هارمونی اجرای دسته جمعی و تبعیت مطلق از فرم موسیقی را با ادبیات خاص خود در مورد هارمونی پیشرفته و ریتم‌های متغیر ترکیب کنند.
از سوی دیگر موسیقی نئو-کلاسیکال متال خود را به جنبه‌های زیبایی‌شناسی ایدئال موسیقی کلاسیک مانند توازن و تعهد به فرم‌ها و قوانین محدود نکرد. همچنین می‌توان گفت این سبک از موسیقی دوره رومانتیک و موسیقی دوران باروک در قرن ۱۷ و اوایل قرن ۱۸ میلادی تأثیر گرفته‌است. موسیقی آهنگسازان دوره باروک همچون ویوالدی، هندل و باخ اغلب به‌طور چشمگیری پرآب و تاب بودند. موسیقی‌دانان نئو-کلاسیکال متالی همچون اینگوی مالمستین، سخت تحت تأثیر این وجه موسیقی دوران باروک هستند و از آثار آهنگسازان خوش‌قریحه متاخری چون نیکول پاگانینی در اجرای تکنیک‌های‌شان استفاده کرده‌اند. برای این‌که این موضوع را درک کنید کافیست بدانید چندین آهنگساز نئو-کلاسیکال متال از قطعه کاپریس ۲۴ پاگانینی اجراهای مختلف و خاص خود را دارند.
نگاه این سبک به موسیقی کلاسیک طوری‌ست که آن را برای عموم مردم قابل فهم می‌کند و نه برای عده‌ای خاص. به دلیل سادگی و قابل درک بودن آن و به خاطر پتانسیل بالای این سبک برای جلب هواداران مختلف، موسیقی نئو-کلاسیکال متال صرفاً یک تعریف سنتی خشک و خالی از نئوکلاسیسم نیست.

## نگاهی به تاریخ و نفوذ نئو-کلاسیکال متال

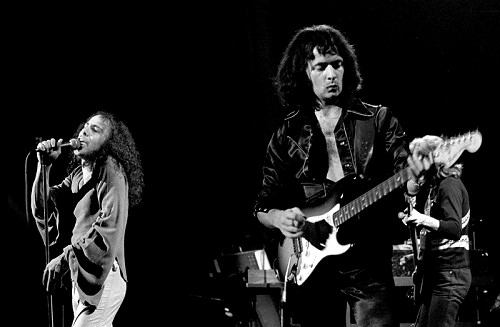
سمت راست ریچارد هیو بلکمور ملقب به ریچی بلکمور

شکل‌گیری فرم ناب موسیقی نئو-کلاسیکال متال را در دههٔ ۸۰ میلادی می‌توانیم ببینیم. اگرچه که تأثیر این سبک را در آثار آهنگسازان قدیمی‌تری مانند ریچی بلکمور، اولی جان روث و رندی رودز می‌توان دید. این سبک بیشتر در قطعاتی که نوازندگان گیتار اجرا می‌کردند به چشم می‌خورد اگرچه که نوازندگان دیگر سازها هم از این سبک بی‌بهره نبودند مانند نوازنده کیبورد ریک ویکمن. در اوایل دههٔ ۷۰ میلادی و از آغاز پیدایش راک، تکنیک‌های اجرا شده توسط گیتار الکتریک به‌طور پیاپی پیشرفت می‌کردند ولی هنوز تکنیک‌ها برای اجرای ناب این سبک کافی نبودند. بدون شک در دههٔ ۸۰ بود که این تکنیک‌ها از نظر فنی فوران کردند و رشد چشم‌گیری حاصل آمد. سبک نئو-کلاسیکال متال به همان اندازه‌ای که بخاطر فرم و قوانین موسیقی‌اش شهرت دارد برای تکنیک‌های پیشرفته‌اش هم مشهور است. یکی از دلایل محبوبیت و گسترش این سبک را در وجود قطعات فوق‌العاده زیبای اجرا شده توسط گیتار می‌دانند و آن هنگامی است که اکثر گیتاریست‌ها در این سبک از آثار جذاب و فوق‌العاده زیبای آهنگسازان دوره کلاسیک مانند نیکول پاگانینی و فردریش شوپن استفاده می‌کردند.
لقب سلطان و خالق سبک زیبای نئو-کلاسیکال متال را به گیتاریست سوئدی، اینگوی مالمستین داده‌اند. او در سال ۱۹۸۲ میلادی به دعوت مایک وارنی از شرکت شرپنل رکوردز به آمریکا مهاجرت کرد. مالمستین از دوران جوانی تحت تأثیر موسیقی راک و کلاسیک بود.
به‌طور قطع سال‌های طلایی نئو-کلاسیکال متال اواخر دههٔ ۸۰ میلادی بود. زمانی که گیتاریست‌های بزرگی چون اینگوی مالمستین، پائول گیلبرت، جیسون بکر و مارتی فریدمن و دیوید چستین توانستند با مایک وارنی و شرکت شرپنل رکوردز قرارداد ببندند. اکثر این آهنگسازان همان راهی را رفتند که توسط اینگوی مالمستین در اوایل دههٔ ۸۰ پایه‌گذاری شده بود.
به تازگی این سبک از طرف نوازندگان گیتاری که به اصطلاح زیرزمینی فعالیت می‌کنند و چندان شهرتی ندارند مورد استقبال قرار گرفته‌است. امروزه همچنین در تفاوت با سال‌های گذشته که نئو-کلاسیک متال در تسخیر نوازندگان سولیست بود، گروه‌های زیادی در این سبک فعالیت می‌کنند از این دست می‌توان گروه‌ها و اشخاص بزرگی چون مایکل انجلو بتیو، ترنس-سیبریان ارکسترا، استراتو واریوس، سیمفونی ایکس، جو استمپ و آداجیو را نام برد.
در اجراهای همگانی این سبک، قطعات کلاسیک رونویسی می‌شوند و سپس در فرم‌های راک و متال اجرا می‌شوند؛ و در آخر یک بار دیگر باید تأکید کنیم که دوره‌های کلاسیک و باروک تأثیر شگفتی بر روی این سبک داشته و دارند و این به دلیل اصوات و تکنیک‌های خاص این دوره‌هاست که در ترکیب با فرم‌های راک و متال آثار شگفتی را پدیدآورده‌است.